# Remedy Entertainment
Remedy Entertainment Oyj (на міжнародному ринку Remedy Entertainment Plc) — фінська компанія-розробник відеоігор заснована 1995 року в місті Еспоо, Фінляндія. Відомі ігри, розроблені студією, включають перші дві частини франшизи Max Payne, Alan Wake, Quantum Break і Control. Сем Лейк, креативний директор Remedy, неодноразово представляв компанію і фактично є обличчям Remedy Entertainment на міжнародній арені. Наразі в компанії працює близько 360 працівників.
Компанія Remedy Entertainment була заснована членами демосцени Future Crew. Свою першу гру, Death Rally, команда свіжезаснованої студії розробляла у підвалі одного з членів команди. Apogee Software виступили видавцем гри та продовжували брати участь у розробці їх наступного проєкту, Max Payne, завоювавшої міжнародне визнання критиків. Невдовзі студія випустила продовження свого хіта — Max Payne 2: The Fall of Max Payne. Після семи років роботи над франшизою Max Payne Remedy вирішили переключитися на нову ІВ. 2010 року, після понад п'яти років розробки, студія за підтримки Microsoft Game Studios випустила культовий психологічний триллер Alan Wake. Нажаль, на той час її продажів було недостатньо, щоб видавець схвалив розробку продовження. Remedy використали технічні напрацювання забракованого Microsoft сиквелу у своєму новому тайтлі під назвою Quantum Break, який ще більше розширив характерний для продукції Remedy live-action компонент. З 2016 року команда перетворилася на багатопроєктну студію та мала три проєкти в розробці одночасно, включаючи Control і однокористувацьку частину CrossfireX. Наразі компанія працює над Control 2 та рімейками своїх оригінальних ігор франшизи Max Payne. Реліз крайнього проєкту студії Alan Wake 2 заплановано на жовтень 2023 року.
Remedy Entertainment спеціалізується на створенні кінематографічних однокористувацьких бойовиків із сильним центральним персонажем. Проєкти студії використовують власні ігрові рушії, останнім з яких  є Northlight, що вперше з'явився у Quantum Break, а покращені його версії використовують Control та Alan Wake 2. У 2010-х роках студія швидко розвивалася. 2017 року вона стала публічною компанією, а в 2018 році переїхала до більшого офісу в Еспоо. 2022 року Remedy відкрили другу студію в Стокгольмі.

## Історія

### Передісторія та заснування (1995—1998)
Компанію заснували члени різних груп демосцени, які працювали над створенням ПК- та Amiga демок. У 1994 році, натхненні першими фінськими розробниками комерційних відеоігор, Bloodhouse and Terramarque, члени Future Crew розуміючи, що їх група не перетвориться на комерційного розробника сама по собі, заснувати нову компанію під назвою Remedy (укр. дослівно: ліки/засіб). Новостворена студія почала залучати інших досвідчених однодумців та ентузіастів з демосцени. Членами-засновниками Remedy були Самулі Сивагуоко, Маркус Мякі, Самі Нопанен, Джон Кавалеф і Самі Ванхатало. Компанія була офіційно заснована 18 серпня 1995 року. На момент заснування компанії більшості членів ледве виповнилось по двадцять років. Вони розробили свою першу відеогру в підвалі батьківського будинку Сивагуоко в районі Вестенд в Еспоо.
Команда почала розробляти гоночну гру під робочою назвою HiSpeed. Скотт Міллер, засновник Apogee Software, запропонував команді творчу ідею бою на транспортних засобах в цій гоночній грі. Ідея сподобалась команді, вони переосмислили механіки і перейменували свій проєкт на Death Rally, яку випустили в 1996 році під видавництвом Apogee Software. Попри жанр, за задумом розробників Death Rally все ж потрібні були деякі діалоги, тож Петрі Ярвілехто попросив свого давнього друга Самі Ярві (справжнє ім'я Сема Лейка), який на той час вивчав англійську літературу в Гельсінському технологічному університеті, допомогти. Надалі Лейк залишився в Remedy і з часом став креативним директором студії.
У 1997 році Remedy на замовлення VNU Business Publications, європейського видавця комп'ютерних журналів, створили інструмент порівняльного аналізу «Final Reality», випуск якого відбувся у травні 1997 року, за чим послідувало відокремлення частини команди у статусі дочірньої компанії Futuremark. Final Reality став одним із перших бенчмарків з підтримкою повністю тривимірного зображення, а його продажі склали 5 млн копій в усьому світі. 9 липня 1998 року на пошту компанії прийшов лист від LucasArts, котрі через свого адвоката Джона Саллівана звернулися до Remedy з погрозами судового позову, стверджуючи, що логотип Remedy було скопійовано з верхньої частини логотипу LucasArts. На той час Remedy вже були в процесі редизайну, оскільки їх старий логотип вже не відображав сутності компанії належним чином. Старий логотип було видалено з веб-сайту Remedy у липні та замінено знаком питання. Новий логотип, розроблений Кією Калліо, був представлений 29 квітня 1999 року.

### ФраншизаMax Payne(1999—2005)
Після випуску Death Rally Remedy зайнялися розробкою тривимірної гри під назвою Gunkan, назву якої було змінено на Aggression's Utopos, однак, і її довелося замінити у зв'язку з існуванням іншої гри з такою ж назвою. Проєкт перейменували в Guntech. Розробка проєкту почалася 1996 року і була припинена на початку 1997 року, через важку фінансову ситуацію видавця Virgin Interactive Entertainment. Студія почала просувати свій наступний проєкт Міллеру. На розгляді були гра-симулятор космічного польоту на манер Descent: FreeSpace, гоночна гра та ізометричний шутер під назвою Dark Justice. Міллер віддав перевагу шутеру, але за умови, що в грі буде сильний центральний персонаж на зразок Duke Nukem, тривимірна графіка та краща назва. Команда запропонувала різні варіанти, починаючи від «Dick Justice» і закінчуючи «Max Heat», на реєстрацію торгової марки якої компанія спочатку витратила $20 тис, тільки щоб врешті перейменувати тайтл на «Max Payne». Провідним дизайнером проєкту став Петрі Ярвілехто, який хотів зробити кінематографічні прийоми bullet time і сповільнену зйомку відмінною рисою та основною механікою їхньої гри. Завдяки своєму досвіду у програмуванні, команда створила власний ігровий рушій. Сем Лейк був призначений автором сценарію, куди додав елементи більш характерні для жанру кримінальної літератури та нуар-фільмів, ніж для тодішніх відеоігор. Для ігрових текстур команда хотіла використати реальні фотографії і у 1999 році дизайнери вирушили з Фінляндії до Нью-Йорка, щоб дослідити місто та отримати ідеї для ігрових локацій. У супроводі двох охоронців з Департаменту поліції Нью-Йорка вони зробили тисячі фотографій. У 2000 році компанія витратила більшу частину свого часу на вдосконалення графіки і після двох переносів дати релізу випустила Max Payne у липні 2001 року. Продажі гри склали понад 7 млн копій, а критики високо оцінили велику увагу до сюжету та атмосферу.
Apogee передали розробку консольних версій Max Payne Rockstar Games, чия материнська компанія Take-Two Interactive пізніше витратила $34 млн на придбання прав на цю франшизу. Станом на 2023 рік Rockstar все ще володіє правами на Max Payne, проте у 2022 році стало відомо, що Remedy займаються розробкою ремейків Max Payne і Max Payne 2 на базі свого останнього рушія Northlight. За контрактом, Rockstar візьме на себе витрати на розробку, бюджет якої буде «відповідати типовому виробництву AAA-ігор Remedy», Remedy ж належатимуть всі роялті після того, як Rockstar окупить своє фінансування розробки та видавництва. Повертаючись до розробки оригінальної Max Payne 2 — цикл розробки сиквелу був набагато коротшим, ніж оригіналу, команда використала більшість існуючих ігрових механізмів і деякі з них навіть розширила. Головним сценаристом гри, як і раніше, залишився Сем Лейк, який того часу вже вивчав сценарну майстерність у Гельсінській театральній академії, щоб мати можливість написати більш «амбітну» історію. Сценарій Лейка мав понад 600 сторінок, що вп'ятеро більше, ніж в оригіналі. Max Payne 2: The Fall of Max Payne отримала схвалення критиків, після свого релізу в жовтні 2003 року, всього через 27 місяців після випуску Max Payne. Однак продавалася гра погано, Take-Two назвали «невтішні продажі» гри основною причиною падіння прибутків своєї компанії у 2004 році. Remedy більше не брали участь у справах франшизи після Max Payne 2, але Rockstar консультувалися з ними, коли Max Payne 3 досягла фінальної стадії розробки.

### Партнерство з Microsoft (2006—2016)
Після семи років роботи над франшизою Max Payne команді розробників знадобився деякий час щоб «оговтатися від кранчу» і почати роботу над концепціями наступних проєктів, основним з яких став Alan Wake. Метою нового проєкту була глибша за серію Max Payne історія, розказана у видовищному екшн форматі. Щоб ще більше віддалити свій новий проєкт від лінійного стилю Max Payne, команда планувала побудувати Alan Wake на основі механік відкритого світу з вільним переміщенням між локаціями, подібно до серії Grand Theft Auto. Компанію надихнули романи Стівена Кінга, Твін Пікс Девіда Лінча, міста-привиди на північному заході Америки та моделі торнадо, Remedy також запросили ландшафтного архітектора для консультацій. Студія організувала екскурсію на північний захід США до озера Крейтер, де вони зробили понад 40 тис фотографій. Гра перебувала на ранніх стадіях розробки понад три роки, тоді як повноцінна розробка тривала приблизно два роки. За цей період студія збільшила кількість співробітників з 30 до 45. Деякі журналісти підозрювали, що гра насправді була звичайним «фантомним продуктом», оскільки Alan Wake надовго зникла з радарів майже одразу після свого анонсу. Microsoft Game Studios уклали ексклюзивну угоду з Remedy і виступили видавцем гри. Alan Wake була випущена в травні 2010 року як Xbox 360-ексклюзив і отримала позитивні відгуки від критиків. Remedy наполягали на ПК-версії і Microsoft врешті погодились на її розробку в середині 2011 року. ПК-версія, розроблена спільно з Nitro Games, була випущена в лютому 2012 року. Гра продалась тиражем понад 3,2 млн копій, але в 2013 році Remedy пояснили, що ця цифра була недостатньою, щоб фінансово забезпечити кошти, необхідні для розробки сиквелу. На відміну від Max Payne, сценарій Alan Wake був написаний з намірами випуску кількох продовжень. Компанія почала розробку різних прототипів для Alan Wake 2, деякі з них було використано в спінофі Alan Wake's American Nightmare, який, маючи набагато коротший цикл розробки, вийшов на Xbox Live Arcade у 2012 році. Станом на березень 2015 року спільні продажі цих двох ігор склали понад 4,5 мільйона копій.
Компанія показала прототип Alan Wake 2 різним видавцям. Microsoft не були зацікавлені в продовженні Alan Wake, але запропонували Remedy проєкт на базі оригінальної ІВ. Компанія експериментувала з трансмедійним оповіданням в Alan Wake і Microsoft сподівалися, що Remedy розширить живий компонент у своєму наступному проєкті під назвою Quantum Break. Розробка гри почалася в 2011 році, до роботи над нею студія залучила близько 100 співробітників. Ідея квантової фізики, як основного наративу, виникла у команди під час написання епізоду «Квантове самогубство» (англ. Quantum Suicide) в одному з внутрішньоігрових телешоу в Alan Wake. Команда вважала, що подорож у часі — це найкращий спосіб адаптувати структуру оповідання. Сем Лейк знову став режисером проєкту, який він сам схарактеризував як «трансмедійну шутерну відеогру та телевізійний гібрид», а Lifeboat Productions взяли на себе телевізійний компонент, режисурою якого займався Бен Кетай. Для Quantum Break компанія створила новий ігровий рушій Northlight, який вони і далі будуть використовувати в своїх наступних проєктах. Quantum Break була випущена у 2016 році і отримала загалом позитивні відгуки від критиків. Microsoft назвали гру найпродаванішим оригінальним продуктом, випущеним ними з моменту старту продажів Xbox One. Станом на 2023 рік ліцензійні права на франшизу Quantum Break залишаються за Microsoft.
У цей період Remedy почали експериментувати з ринком мобільних ігор. Студія почала розробку ремейку Death Rally для платформ iOS та Android. Розробка гри зайняла вісім місяців, і це була спільна робота Remedy, Mountain Sheep і Cornfox & Brothers. Remedy витратили лише $10 тис на маркетинг цієї гри, проте вона все одно принесла їм комерційний успіх. Понад 11 млн гравців завантажили гру і команда розробників окупила свої витрати всього за три дні. Успіх Death Rally Лейк назвав «першим кроком» компанії в простір мобільних ігор і повідомив про подальші плани на створення нових ігор для мобільних платформ. У 2013 році Remedy розширили свою раду директорів, долучивши Майка Кепсса, колишнього президента Epic Games, і Крістіана Фредрікссона, виконавчого директора охоронної фірми F-Secure. Наприкінці 2013 року компанія анонсувала свою наступну мобільну гру, Agents of Storm — tower defense гру для iOS, для розробки якої Remedy співпрацювали з німецьким видавцем Flaregames, а реліз відбувся у 2014 році.

### Диверсифікація портфоліо (2016—теперішній час)
З 2015 по 2016 рік у керівництві Remedy відбулися деякі зміни. Головний виконавчий директор Матіас Міллірінне залишив Remedy, щоб приєднатися до Wargaming, а колишній генеральний директор RedLynx, Теро Віртала, замінив його та в.о. генерального директора Маркуса Макі. Призначення Віртала мало на меті допомогти Remedy перейти в багатопроєктний формат, щоб кожна їх гра мала менший цикл розробки. У 2017 році Remedy запустили первинну публічну пропозицію для збору коштів на одночасний розвиток проєктів і перейшли у статус публічної компанії, зареєструвавшись на біржі NASDAQ First North Finland. Компанія оголосила, що працює над однокористувацьким компонентом f2p шутера від першої особи Crossfire 2 (пізніше перейменованого на CrossfireX) від студії Smilegate. Оригінальна Crossfire свого часу була однією з найкасовіших відеоігор усіх часів аж до 2016 року. Remedy також працює над ремастером оригінального Crossfire під назвою Crossfire HD. У 2017 році Remedy почали тизерити свій наступний проєкт під кодовою назвою «P7». Видавець 505 Games надав підтримку в маркетингу та видавництві гри на додаток до фінансового фонду в розмірі €7,75 млн для розробки. Control була випущена на платформах Microsoft Windows, PlayStation 4 і Xbox One 27 серпня 2019 року і стала першою грою Remedy сумісною з платформами Sony після Max Payne 2. До березня 2021 року Control продалась тиражем понад 2 млн копій та отримала кілька ігрових нагород і відтоді портована на Nintendo Switch.
Третій проєкт без назви також розроблявся спільно з CrossfireX і Control. У 2018 році була створена невелика команда з 15 осіб під назвою «Vanguard», для роботи над багатокористувацькими іграми.
У вересні 2018 року було анонсовано телешоу на основі Alan Wake, де Сем Лейк став виконавчим продюсером. У липні 2019 року Remedy придбали права на Alan Wake у Microsoft, заплативши роялті в розмірі €2,5 млн.
У березні 2020 року Remedy та Epic Games уклали угоду про видання двох ігор, які вони планували випустити протягом наступних кількох років, обидві в рамках однієї франшизи. Одна була заявлена як масштабний ААА-проєкт, що вже знаходиться на стадії предпродакшену, тоді як друга була меншою за обсягом, роботу над якою ще тільки належало розпочати. Згідно з умовами угоди, Remedy зберігали повний творчий контроль над процесом розробки та ІВ, а Epic Games повністю покривали витрати на розробку. Після релізу, як тільки Epic відшкодує свої затрати, компанії розділять прибуток 50/50. Як стало відомо пізніше, велика гра є частиною мультивсесвіту Remedy — Alan Wake 2, концепцію якої команда розробляла і переосмислювала протягом десяти років, за словами Лейка. Менший тайтл — це Alan Wake Remastered, виробництво якої стартувало в серпні 2021 року.
У травні 2021 року було оголошено, що Tencent придбали міноритарну частку акцій компанії в розмірі 3,8% за рахунок продажу акцій компанії Accendo Capital, яка до цього мала 14% акцій Remedy. У грудні 2021 року Remedy і Tencent оголосили, про розробку нової онлайн-гри під кодовою назвою Vanguard.
Remedy оголосили про плани відкрити нову студію в Швеції в першій половині 2022 року, оскільки, виходячи з досвіду роботи під час пандемії COVID-19, перед розробниками постала потреба в гібридній моделі роботи для своїх співробітників у Швеції. У квітні 2022 року Remedy оголосили, що Rockstar профінансує їх розробку ремейків Max Payne і Max Payne 2 на студійному рушії Northlight для платформ Windows, PlayStation 5 і Xbox Series X/S.
У лютому 2024 року Remedy повідомили про купівлю у видавця 505 Games всіх прав на франшизу Control за €17 млн, що дорівнює сумі, яку 505 Games витратили за розробку Condor та Control 2 на момент підписання угоди, включаючи незначну премію. У жовтні студія анонсувала кооперативну гру FBC: Firebreak, події якої відбуваються у всесвіті Control. У серпні того ж року Remedy уклали «стратегічну угоду про співпрацю» з Annapurna Pictures. В рамках цієї угоди Annapurna долучається до спільного виробництва Control 2, покриваючи 50% витрат на розробку, а також отримує ліцензію на створення кіно- та телевізійних проєктів за мотивами Alan Wake і Control. У вересні Tencent погодилися надати компанії конвертовану позику на суму €15 млн, що наразі очікує на затвердження. У разі конвертації цей кредит може бути перетворений на приблизно 6% акцій компанії, збільшивши частку Tencent до 20%.

## Розроблені відеоігри
| Назва гри                                 | Рік релізу   | Платформа                                                                                       | Видавець                                     |
| ----------------------------------------- | ------------ | ----------------------------------------------------------------------------------------------- | -------------------------------------------- |
| Death Rally                               | 1996         | MS-DOS, Microsoft Windows                                                                       | Apogee Software, Remedy Entertainment        |
| Max Payne                                 | 2001         | Microsoft Windows, PlayStation 2, Xbox, Game Boy Advance, Android, iOS                          | Gathering of Developers, Rockstar Games      |
| Max Payne 2: The Fall of Max Payne        | 2003         | Microsoft Windows, PlayStation 2, Xbox                                                          | Rockstar Games                               |
| Alan Wake                                 | 2010         | Microsoft Windows, Xbox 360                                                                     | Microsoft Game Studios, Remedy Entertainment |
| Death Rally (рімейк)                      | 2011         | Microsoft Windows, Android, iOS, Fire OS                                                        | Remedy Entertainment                         |
| Alan Wake's American Nightmare            | 2012         | Microsoft Windows, Xbox 360                                                                     | Microsoft Studios, Remedy Entertainment      |
| Agents of Storm                           | 2014         | iOS                                                                                             | Remedy Entertainment                         |
| Quantum Break                             | 2016         | Microsoft Windows, Xbox One                                                                     | Microsoft Studios                            |
| Control                                   | 2019         | Microsoft Windows, PlayStation 4, Xbox One, Nintendo Switch, Stadia, PlayStation 5, Xbox Series | 505 Games                                    |
| Alan Wake Remastered                      | 2021         | Microsoft Windows, PlayStation 4, Xbox One, PlayStation 5, Xbox Series X/S                      | Epic Games Publishing                        |
| CrossfireX (однокористувацький компонент) | 2022         | Microsoft Windows, Xbox One, Xbox Series                                                        | Smilegate                                    |
| Alan Wake 2                               | 2023         | Microsoft Windows, PlayStation 5, Xbox Series                                                   | Epic Games Publishing                        |
| FBC: Firebreak                            | 2025         | Microsoft Windows, PlayStation 5, Xbox Series                                                   | Remedy Entertainment                         |
| Control сиквел                            | В очікуванні | Microsoft Windows, PlayStation 5, Xbox Series                                                   | 505 Games, Remedy Entertainment              |
| Max Payne / Max Payne 2 (рімейк)          | В очікуванні | Microsoft Windows, PlayStation 5, Xbox Series                                                   | Rockstar Games                               |

### Скасовані відеоігри
| Назва гри                                        | Рік скасування | Платформи         | Видавець                      |
| ------------------------------------------------ | -------------- | ----------------- | ----------------------------- |
| Kestrel (робоча назва, також відома як Vanguard) | 2024           | Microsoft Windows | Remedy Entertainment, Tencent |

## Технології

### Northlight Engine
На додаток до своїх ігор Remedy створили «Northlight Storytelling Engine», мультиплатформенний ігровий рушій, який вперше був використаний у Quantum Break. За словами Лейка, вони вважали наративні елементи ключовими для своїх попередніх ігор Max Payne і Alan Wake, розуміючи необхідність розробити власну технологію для кращої підтримки цього аспекту. Частково це рішення з’явилося під час роботи над скасованим прототипом Alan Wake 2 приблизно в 2013 році, бо технології використані в Alan Wake обмежували для Remedy можливості оповідання. Спираючись на технологію, створену для умовної Alan Wake 2, Remedy додали ряд специфічних функцій, які підтримують наративні елементи геймплею, зокрема збільшену деталізацію та реалістичність людських облич та тіл, покращену анімацію за допомогою захоплення руху, рендерерінг з підтримкою глобального освітлення, трасування променів та часткове освітлення. Також була використана система детермінованої фізики в реальному часі, яка може обчислювати фізичні ефекти навколишнього середовища, відтворювати їх у реальному часі або перемотувати назад для створення великомасштабного інтерактивного руйнування.

## Культура і філософія
Студія спеціалізується на створенні кінематографічних однокористувацьких бойовиків. За словами директора Матіаса Міллірінне, ігри студії завжди мають сильних головних персонажів, що робить їх «доступними» та привабливими для якомога більшої аудиторії. Він додав, що студія уникатиме тем, «Великих світових війн, драконів, хардкорної наукової фантастики або жінок в тісних шкіряних костюмах». Команда також фокусується на «кінореалізмі», де правдоподібність у реальному світі відіграє важливу роль. Розробники зазвичай черпають натхнення з фільмів, телешоу та книг, а не з інших відеоігор, оскільки прагнуть створити щось унікальне для ігроіндустрії. При розробці чергового проєкту, вони завжди починають зі створення історії, яка направляє інші аспекти розробки. Більшість ігор компанії є лінійними, але приблизно з 2015 року Remedy почали досліджувати багатокористувацькі ідеї ігор. Студія, як правило, використовувала власні технології, включаючи Northlight Engine, для розробки своїх проєктів, і сумісно з Nvidia багато інвестували в технології захоплення руху.
Починаючи з 2016 року, компанія почала трансформуватися в багатопроєктну студію, значно скоротивши цикл розробки своїх ігор. Це дозволило команді стати більш фінансово забезпеченою, а співробітникам компанії вибирати, над якими проєктами вони хочуть працювати. Команда також почала займатися проєктами роботи за наймом, розробивши однокористувацький компонент CrossfireX. Це частина стратегії, прийнятої Remedy, для виходу у нові жанри та збільшення своєї популярності у різних частинах світу. Попри те, що компанія планує випускати ігри частіше, Віртала наполягав на тому, що якість їх роботи не постраждає і що випуск продукції від Remedy все одно залишиться «рідкісним явищем».